# Козачківський Аверкій
Козачковський Аверкій Симонович (роки народження й смю не відомі) —  український гравер 1-ї половини 18 століття. Працював у Києві. Протягом 1721—1737 років виконав понад 40 гравюр, переважно для друків Києво-Печерської Лаври — мідерити, офорти і «чорною манерою». Виконав титульний аркуш до «Апостола» (1722), ілюстрації до «Толкового псалтиря» (1728), «Нового Завіту з додатком псалтиря» (1732), гравюри «Покладення в труну», «Цар Давид». Серед його творів є 2 цікаві види Києво-Печерської Лаври.